# Cyclotelus femorata
Cyclotelus femorata är en tvåvingeart som beskrevs av Krober 1911. Cyclotelus femorata ingår i släktet Cyclotelus och familjen stilettflugor.
Artens utbredningsområde är Paraguay. Inga underarter finns listade i Catalogue of Life.